# Liste der Monuments historiques in Diant
Die Liste der Monuments historiques in Diant führt die Monuments historiques in der französischen Gemeinde Diant auf.

## Liste der Bauwerke
| Bezeichnung         | Beschreibung                  | Standort                   | Kennzeichnung | Schutzstatus | Datum     | Bild           |
| ------------------- | ----------------------------- | -------------------------- | ------------- | ------------ | --------- | -------------- |
| Schloss             | Erbaut ab dem 13. Jahrhundert | (Lage)                     | PA00086927    | Inscrit      | 1946 1989 | weitere Bilder |
| Kreuz               |                               | Carrefour des Noues (Lage) | PA00087132    | Inscrit      | 1946      |                |
| Pierre aux couteaux |                               | (Lage)                     | PA00086928    | Classé       | 1889      | weitere Bilder |

## Liste der Objekte

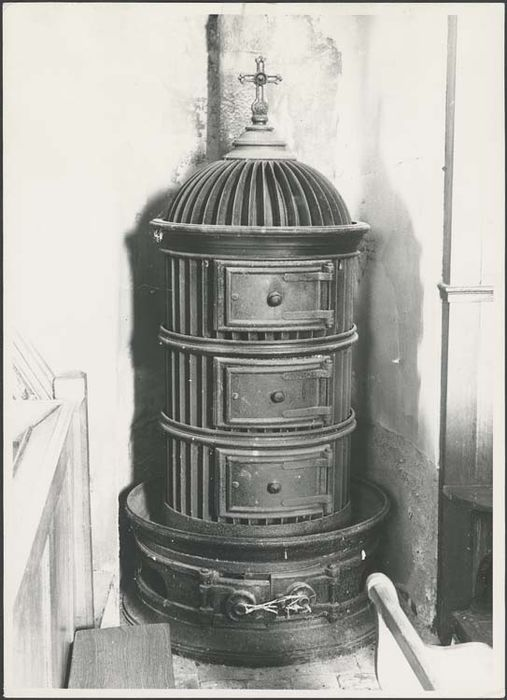
Ofen aus dem 19. Jahrhundert in der Kirche Ste-Geneviève

- Monuments historiques (Objekte) in Diant in der Base Palissy des französischen Kultusministeriums

Siehe auch: Ofen in Ste-Geneviève (Diant)